# África do Sul e as armas de destruição em massa
A partir dos anos 60 aos anos 80, a África do Sul procurou pesquisa sobre armas de destruição em massa, incluindo armas nucleares, biológicas e químicas. Seis armas nucleares foram montadas. Antes a transição antecipada para a maioria eleita do governo do Congresso Nacional Africano em 1990, o governo Sul-Africano desmantelou todas as suas armas nucleares, a primeira nação no mundo que voluntariamente entregou todas as armas nucleares que tinham desenvolvido.
O país é signatário da Convenção sobre as Armas Biológicas desde 1975, o Tratado de Não Proliferação Nuclear desde 1991, e a Convenção sobre Armas Químicas desde 1995.

## Armas nucleares
A República da África do Sul das ambições para o desenvolvimento de armas nucleares começou em 1948 depois de dar à South African Nuclear Energy Corporation (SAAEC), a corporação pioneira para fiscalizar a mineração de urânio do país e do comércio industrial. Em 1957, a África do Sul chegou a um entendimento com os Estados Unidos após a assinatura de uma parceria de 50 anos no âmbito do programa o Estados Unidos sancionou, os Átomos para a Paz. O tratado concluiu a aquisição de um único reator nuclear de pesquisa Sul-Africano e uma fonte que acompanha urânio altamente enriquecido (HEU) para combustível, localizado em Pelindaba. Em 1965, a subsidiária americana, a Allis-Chalmers Corporation, entregou a 20MW no reator nuclear de pesquisa, SAFARI-1, junto com ~90% de HEU de combustível ao poder nuclear do Sul-Africano. Em 1967, a África do Sul decidiu prosseguir a capacidade de plutônio e construiu seu próprio reator, SAFARI-2 também em Pelindaba, que foi crítico usando 606 kg de 2% HEU de combustível e 5.4 toneladas de água pesada, tanto fornecido pelos Estados Unidos.
O reator SAFARI-2 foi concebido para ser movido a água pesada, alimentada por urânio natural, enquanto o sistema de refrigeração do reator utilizaria sódio fundido. No entanto, em 1969, o projeto foi abandonado pelo governo Sul-Africano, porque o reator estava drenando muitos recursos do programa de enriquecimento de urânio, que foi iniciada em 1967. África do Sul começou a se concentrar no sucesso de seu programa de enriquecimento de urânio, que foi visto por seus cientistas como mais fácil em comparação com plutônio. África do Sul foi capaz de extrair minério de urânio a nível nacional, e usou técnicas de enriquecimento de bicos aerodinâmicos para produzir material para armas. África do Sul é suspeita de ter recebido assistência técnica a partir de várias fontes, incluindo a assistência de Israel na construção do seu primeiro dispositivo nuclear. Em 1969, dois altos cientistas Sul-Africanos se reuniram com o Sultão Mahmoud, um engenheiro nuclear do Paquistão com base na Universidade de Birmingham, a realização de estudos, pesquisas e experimentos independentes sobre o enriquecimento de urânio. Os cientistas Sul-Africanos e Paquistaneses estudaram o uso do processo de bico aerodinâmico-jet para enriquecer o combustível na Universidade de Birmingham, mais tarde construindo seus programas de nações nos anos 70. No entanto, não está claro o quanto de conhecimento que ganharam e em que medida eles cooperaram. África do Sul ganhou experiência suficiente com a tecnologia nuclear para capitalizar sobre a promoção de explosões nucleares pacíficas do governo dos Estados Unidos (PNE) do programa. Finalmente, em 1971, o ministro de minas Sul-Africano Carl de Wet deu aprovação do próprio programa de PNE do país, com o objetivo declarado publicamente de usar PNEs na indústria da mineração. A data em que o programa Sul-Africano de PNE transformado em um programa de armas é uma questão de discussão.
África do Sul desenvolveu um pequeno arsenal de intimidação limitada de fissão de tipo balístico nos anos 80. Seis foram construídos e outro estava em construção na época que o programa terminou.

### Testando o primeiro dispositivo
O Conselho Sul-Africano de Energia Atômica (AEB) selecionou um local de testes no deserto de Kalahari, Vastrap no alcance das armas no norte de Upington. Dois testes foram feitos em 1976 e 1977. Um buraco de 385 metros de profundidade, e outro de 216 metros. Em 1977, a AEB estabeleceu a sua própria alta segurança de instalações de pesquisa e desenvolvimento de armas em Pelindaba e, durante esse ano, o programa foi transferido de Somchem para Pelindaba. Em meados de 1977, a AEB produziu um dispositivo com núcleo de urânio altamente enriquecido (HEU). Embora a Y-Plant estava operando, ele ainda não havia produzido urânio para armas suficiente para um dispositivo. Como já aconteceu em programas de outras nações, o desenvolvimento dos dispositivos havia superado a produção de material físsil.
Os oficiais da Comissão de Energia Atômica dizem que um "teste a frio" (um teste sem o urânio-235) foi planejado para agosto de 1977. Um funcionário Armscor que não estava envolvido na época disse que o teste teria sido uma prova totalmente instrumentada no subterrâneo, com um núcleo fictício. Seu principal objetivo era testar os planos logísticos para uma detonação real.
Como esse teste foi cancelado foi bem divulgado. A inteligência soviética detectou preparativos de teste e no início de agosto alertou os Estados Unidos; Inteligência dos Estados Unidos confirmou a existência do local de testes com um sobrevoo de um avião espião Lockheed SR-71. Em 28 de agosto, o Washington Post citou um oficial dos Estados Unidos: "Eu diria que foi 99% de certeza de que a construção foi de preparação para um teste atômico."
Os governos ocidentais e soviéticos estavam convencidos de que a África do Sul estava se preparando para um teste nuclear em grande escala. Durante as próximas duas semanas em agosto, as nações ocidentais pressionaram a África do Sul a não testar. O ministro das Relações Exteriores francês alertou em 22 de agosto de "graves consequências" para as relações francês-sul-africanos. Embora ele não entrou em detalhes, sua declaração implicou de que a França estava disposta a cancelar seu contrato de fornecimento com a África do Sul com os reatores nucleares Koeberg.
Em 1993 Wynand de Villiers, disse que, quando o local de teste foi exposto, ele ordenou que seu desligamento imediato. O local foi abandonado e os buracos selados. Um dos buracos foi temporariamente reaberto em 1988, em preparação para um outro teste, o que não ocorreu; a medida tinha a intenção de fortalecer a posição de negociação da África do Sul durante as negociações para acabar com a guerra com Angola e Cuba.

### Entrega viável

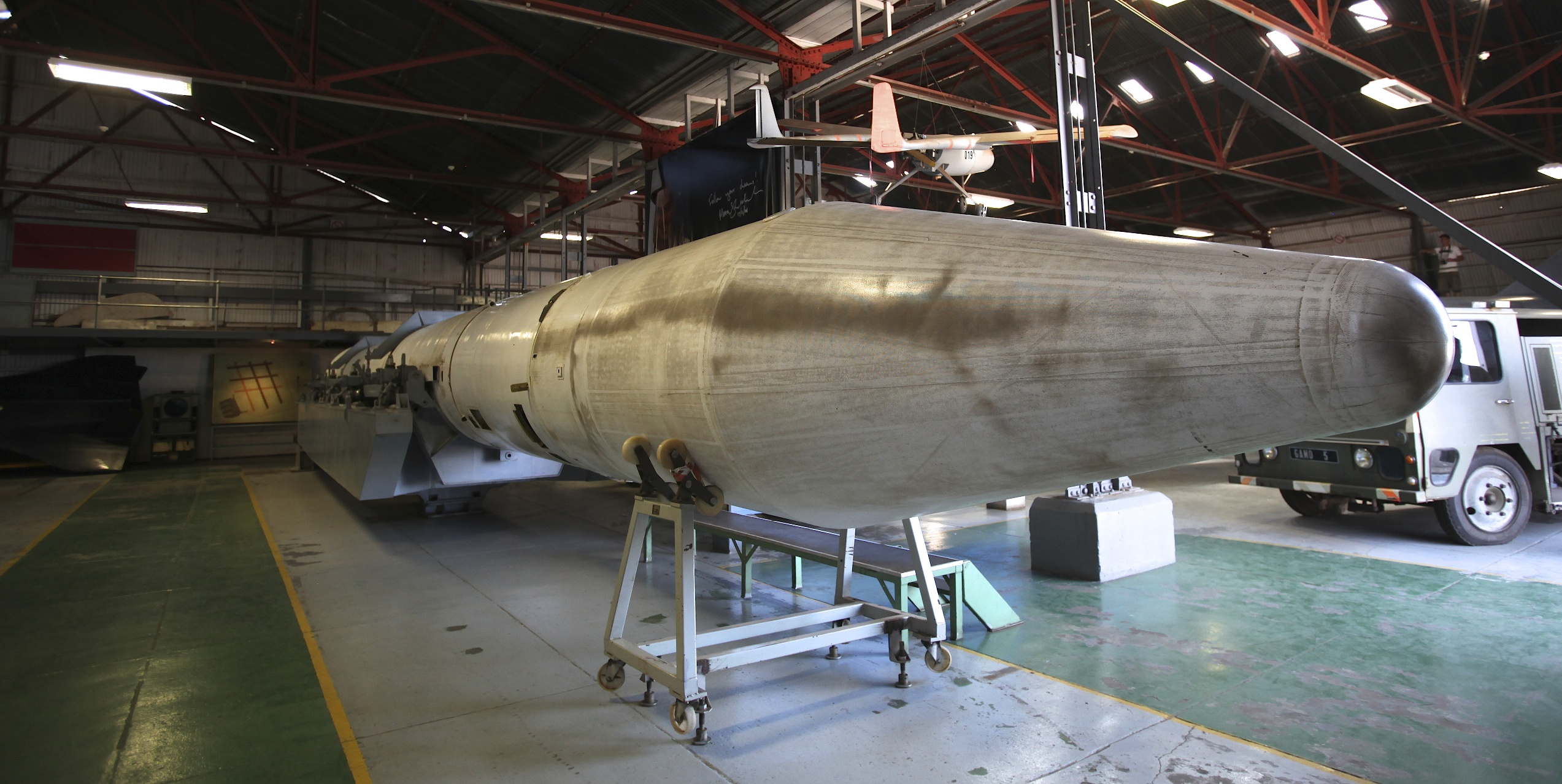
Foguete RSA-3 3 estágio LEO.

As ogivas foram originalmente configuradas para serem entregues a partir de um dos vários tipos de aeronaves, em seguida, em serviço com a Força Aérea Sul-Africana (SAAF), incluindo a Canberra B12 e o Blackburn Buccaneer. Preocupações sobre a vulnerabilidade da aeronave para a rede de defesa anti-aérea cubana na Angola, posteriormente, levou a SADF a investigar sistemas de entrega baseados em mísseis.
Os mísseis foram baseados nos lançadores RSA-3 e RSA-4, que já tinham sido construídos e testados para o programa espacial Sul-Africano. De acordo com Al J Venter autor de How South Africa built six atom bombs esses mísseis eram incompatíveis com as grandes ogivas nucleares sul-africanas disponíveis, ele alega que a série RSA está sendo projetada para uma carga útil de 340 kg sugeria uma ogiva de cerca de 200 kg "bem além dos melhores esforços de finais dos anos 1980". Análise de Venter é que a série RSA foi destinada a exibir um sistema de entrega de credibilidade combinada com um teste nuclear separado num recurso diplomático final às potências em situações de emergência, embora nunca foram destinadas a ser utilizadas num sistema de como arma juntos. Três foguetes já haviam sido lançados em trajetórias suborbitais no final dos anos 80 para apoiar o desenvolvimento da RSA-3 lançado Greensat Orbital Management System (para aplicações de rastreamento de veículos e planejamento regional de satélites comerciais). Após a decisão, em 1989, para cancelar o programa de armas nucleares, os programas de mísseis foram autorizados a continuar até 1992, quando o financiamento militar terminou, e todo o trabalho de mísseis balísticos foi interrompido em meados de 1993. A fim de se juntar ao Missile Technology Control Regime, o governo teve de permitir o controle Americano da destruição de instalações-chave aplicáveis tanto aos mísseis de longo alcance e os programas de lançamento espacial.

### Suposta colaboração com Israel
David Albright e Chris McGreal alegaram que o projeto Sul-Africano para o desenvolvimento de armas nucleares durante os anos 70 e 80 foram realizados com alguma cooperação de Israel. A Resolução 418 do Conselho de Segurança das Nações Unidas de 4 de novembro de 1977 introduziu um embargo de armas obrigatória contra a África do Sul, também exige que todos os Estados se abstenham de "qualquer cooperação com a África do Sul na fabricação e desenvolvimento de armas nucleares".
De acordo com a Nuclear Threat Initiative, em 1977, Israel negociados 30 gramas de trítio para 50 toneladas de urânio Sul-Africano e em meados da década de 80 e ajudaram com o desenvolvimento dos mísseis balísticos RSA-3 e RSA-4, que são semelhantes aos Shavit israelense e mísseis Jericho. Também em 1977, de acordo com relatos da imprensa estrangeira, suspeitou-se que a África do Sul assinou um pacto com Israel, que incluía a transferência de tecnologia militar e na fabricação de pelo menos seis bombas nucleares.
Em setembro de 1979, o satélite Vela dos Estados Unidos detectou um flash duplo sobre o Oceano Índico que se suspeitava, mas nunca confirmada ser um teste nuclear, apesar de extensa amostragem de ar por aeronaves WC-135 da Força Aérea dos Estados Unidos. Se o Incidente Vela foi um teste nuclear, África do Sul é um dos países, possivelmente em colaboração com Israel, que é suspeito de realizá-lo. Não há confirmação oficial de que seja um teste nuclear se tiver sido feita pela África do Sul, e as agências de especialistas discordam em suas avaliações. Em 1997, o Vice-Ministro dos Negócios Estrangeiros Sul-Africano Aziz Pahad afirmou que a África do Sul realizou um teste, mas depois retirou sua declaração como sendo um relatório de boatos. Em fevereiro de 1994, o comodoro Dieter Gerhardt, o espião Soviético condenado e ex-comandante da base naval de Simon's Town na África do Sul foi teria dito:
| “ | Embora eu não estava diretamente envolvido no planejamento e a execução da operação, soube extra-oficialmente que o flash foi produzido por um teste entre Israelenses e Sul-Africanos de codinome Operação Phoenix. A explosão foi limpa e não deveria ser detectada. Mas eles não eram tão inteligentes quanto eles pensavam, e que o tempo mudou para que os americanos foram capazes de detecta-lo. | ” |

Em 2000, Gerhardt afirmou que Israel concordou em 1974 para armar oito mísseis Jericho II com "ogivas especiais" para a África do Sul.
Em 2010, The Guardian lançou documentos do governo da África do Sul, que alegou e confirmou a existência do arsenal nuclear de Israel. De acordo com o The Guardian, os documentos foram associados com uma oferta israelense para vender armas nucleares a África do Sul em 1975. Israel negou categoricamente essas alegações e disse que os documentos não indicam qualquer oferta para a venda de armas nucleares. O presidente israelense, Shimon Peres disse que o artigo do The Guardian foi baseada em "interpretação seletiva ... e não em fatos concretos." Avner Cohen, autor de Israel and the Bomb e o futuro The Worst-Kept Secret: Israel's Bargain with the Bomb, disse "Nada nos documentos sugere que houve uma oferta real de Israel para vender armas nucleares para o regime de Pretória".

## Desmantelamento
Forças Sul-Africanas temiam a ameaça de um "efeito dominó" em favor do comunismo, representado no sul da África pelas forças de procuração cubanas na Angola e ameaçando a Namíbia. Em 1988, a África do Sul assinaram o Acordo Tripartite com Cuba e Angola, o que levou à retirada dos Sul-Africanos e as tropas cubanas de Angola e a independência da Namíbia. A eliminação preventiva das armas nucleares era esperada para fazer uma contribuição significativa para a estabilidade regional ea paz, e também para ajudar a restaurar a credibilidade da África do Sul na política regional e internacional.
A África do Sul terminou o seu programa de armas nucleares em 1989. Todas as bombas (seis construídas e um em construção) foram desmanteladas e a África do Sul aderiu ao Tratado de Não Proliferação de Armas Nucleares, quando o embaixador Sul-Africano nos Estados Unidos Harry Schwarz assinou o tratado em 1991. Em 19 de agosto de 1994, após a realização de uma inspeção, a Agência Internacional de Energia Atômica (AIEA) confirmou que um parcialmente concluída e seis armas nucleares totalmente concluídas haviam sido desmanteladas. Como resultado, a AIEA estava convencida de que o programa nuclear da África do Sul haviam sido convertida em aplicações pacíficas. Após isso, a África do Sul juntou-se ao Grupo de Fornecedores Nucleares (GFN) como membro pleno no dia 5 de abril de 1995. A África do Sul desempenhou um papel fundamental no estabelecimento do Tratado da Zona Livre de Armas Nucleares da África (também conhecida como o Tratado de Pelindaba), em 1996, tornando-se um dos primeiros membros em 1997. A África do Sul também assinou o Tratado para a Proibição Completa dos Testes Nucleares abrangente em 1996 e ratificado em 1999.
O Tratado de Pelindaba entrou em vigor em 15 de julho de 2009, uma vez que tinha sido ratificada por 28 países. Este tratado exige que as partes não se envolveram na pesquisa, desenvolvimento, fabricação, aquisição de armazenamento, testes, posse, controle ou colocando de engenhos explosivos nucleares no território das partes do tratado e do despejo de resíduos radioativos na zona Africana por tratado das partes. A Comissão Africana de Energia Nuclear, de forma a verificar o cumprimento do tratado, foi estabelecida e será sediada na África do Sul.
| Ano          | Atividade |
| ------------ | --- |
| Anos 50 e 60 | Trabalho científico sobre a viabilidade de explosivos nucleares para fins pacíficos e apoiar os esforços de produção de energia nuclear. |
| 1969         | Conselho de Energia Atômica forma um grupo para avaliar os aspectos técnicos e econômicos de explosivos nucleares.                       |
| 1970         | Comissão de Energia Atômica (CEA) libera um relatório que usa a identificação de explosivos nucleares.                                   |
| 1971         | R&D aprova concede o "uso pacífico de explosivos nucleares".                                                                             |
| 1973         | CEA prioriza trabalhar em uma arma de fissão.                                                                                            |
| 1974         | Trabalho em um dispositivo nuclear e um local de teste de Vastrap estão autorizados.                                                     |
| 1977         | CEA conclui a montagem da bomba para o teste a "frio".                                                                                   |
| 1978         | Primeiro HEU produzida; Armscor assume o controle do programa de armas.                                                                  |
| 1979         | Incidente Vela; Primeira bomba com núcleo de urânio altamente enriquecido produzido pela CEA.                                            |
| 1982         | Primeira bomba entregavel construída; trabalho em segurança de armas.                                                                    |
| 1985         | Estratégia nuclear trifásica revisada.                                                                                                   |
| 1987         | Primeira bomba de produção construída; seis produzidas, com um sétimo em construção.                                                     |
| 1988         | Armscor prepara um teste nuclear em Vastrap.                                                                                             |
| 1989         | Armas nucleares desmanteladas. |
| 1991         | Aderiu à TNP. |

## Armas químicas e biológicas
Em outubro de 1998, o relatório da Comissão da Verdade e Reconciliação da África do Sul que incluiu um capítulo sobre o Projeto Coast, um programa de guerra química e biológica do governo clandestino realizado durante os anos 80 e 90. Projeto Coast começou em 1983, ostensivamente para produzir equipamentos para fins defensivos, incluindo máscaras e roupas protetoras. Apesar das afirmações veementes ao contrário, alguns depoimentos pareceram mostrar que o programa foi bem além de fins defensivos.